# Markus Larsson
Pour les articles homonymes, voir Larsson.
Markus Larsson, né le 9 janvier 1979 à Karlstad, est un skieur alpin suédois. Sa discipline de prédilection est le slalom.

## Biographie
Participant à des courses FIS à partir de 1994, il découvre la Coupe du monde cinq ans plus tard. Entre-temps, il collecte deux médailles de bronze aux Championnats du monde junior 1997 en slalom géant et super G. En 2001, il est sélectionné pour ses premiers championnats du monde à Sankt Anton, terminant 18e du slalom et marque aussi ses premiers points en Coupe du monde.
En 2002, il prend part aux Jeux olympiques de Salt Lake City, obtenant une bonne septième place.
Aux Championnats du monde 2003, il est sixième du combiné et dixième du slalom.
Aux Championnats du monde 2005, il termine au pied du podium en slalom, à la quatrième place, ce qui restera son meilleur résultat en grand championnat. Il venait juste d'obtenir son premier podium en Coupe du monde au slalom de Chamonix. Aux Jeux olympiques d'hiver de 2006, il échoue à finir le slalom et est onzième du combiné. Il se reprend sur la fin de la saison, gagnant devant le public suédois à Åre le slalom.
Aux Championnats du monde 2007, à Åre, il obtient une médaille d'argent dans l'épreuve par équipes.
Aux Jeux olympiques d'hiver de 2014, il est septième du slalom, égalant sa performance de 2002.
Markus Larsson quitte la scène sportive en 2016.

## Palmarès

### Jeux olympiques d'hiver
| Épreuve / Édition      | Descente | Super G | Slalom géant | Slalom  | Combiné |
| JO 2002 Salt Lake City | —        | —       | —            | 7e      | —       |
| JO 2006 Turin          | —        | —       | —            | Abandon | 11e     |
| JO 2010 Vancouver      | 43e      | —       | 27e          | —       | 16e     |
| JO 2014 Sotchi         | —        | —       | —            | 7e      | —       |

Légende :
- — : Markus Larsson n'a pas participé à cette épreuve

### Championnats du monde
| Édition / Épreuve                 | Slalom  | Combiné | Par équipes |
| --------------------------------- | ------- | ------- | ----------- |
| Mondiaux 2001 Sankt Anton         | 18e     | -       | -           |
| Mondiaux 2003 Saint-Moritz        | 10e     | 6e      | -           |
| Mondiaux 2005 Bormio              | 4e      | -       | -           |
| Mondiaux 2007 Åre                 | Abandon | Abandon | Argent      |
| Mondiaux 2013 Schladming          | Abandon | -       | -           |
| Mondiaux 2015 Vail - Beaver Creek | 7e      | -       |             |

### Coupe du monde
- Meilleur classement général : 22e en 2007.
- Meilleur classement en slalom : 4e en 2007.
- 4 podiums, dont 2 victoires.

#### Différents classements en Coupe du monde
| Année/Classement | Général | Général | Descente | Descente | Slalom géant | Slalom géant | Slalom | Slalom | Super G | Super G | Combiné | Combiné |
| Année/Classement | Class.  | Points  | Class.   | Points   | Class.       | Points       | Class. | Points | Class.  | Points  | Class.  | Points  |
| ---------------- | ------- | ------- | -------- | -------- | ------------ | ------------ | ------ | ------ | ------- | ------- | ------- | ------- |
| 2001             | 122e    | 13      | -        | -        | -            | -            | 48e    | 13     | -       | -       | -       | -       |
| 2002             | 51e     | 132     | -        | -        | -            | -            | 17e    | 132    | -       | -       | -       | -       |
| 2003             | 68e     | 85      | -        | -        | -            | -            | 26e    | 85     | -       | -       | -       | -       |
| 2004             | 53e     | 141     | -        | -        | -            | -            | 28e    | 105    | -       | -       | 13e     | 36      |
| 2005             | 37e     | 220     | -        | -        | -            | -            | 11e    | 191    | -       | -       | 9e      | 29      |
| 2006             | 26e     | 318     | -        | -        | 53e          | 5            | 9e     | 291    | -       | -       | 29e     | 22      |
| 2007             | 22e     | 376     | -        | -        | 32e          | 25           | 4e     | 340    | -       | -       | 39e     | 11      |
| 2008             | 36e     | 265     | -        | -        | 26e          | 61           | 24e    | 120    | -       | -       | 13e     | 84      |
| 2009             | 44e     | 191     | -        | -        | 24e          | 71           | 26e    | 70     | -       | -       | 14e     | 50      |
| 2010             | 46e     | 177     | -        |          | 24e          | 60           | 27e    | 61     | -       | -       | 20e     | 56      |
| 2011             | 49e     | 162     | -        | -        | 36e          | 21           | 21e    | 141    | -       | -       | -       | -       |
| 2012             | 61e     | 127     | -        | -        | -            | -            | 23e    | 127    | -       | -       | -       | -       |
| 2013             | 42e     | 167     | -        | -        | -            | -            | 15e    | 167    | -       | -       | -       | -       |
| 2014             | 39e     | 224     | -        | -        | -            | -            | 11e    | 224    | -       | -       | -       | -       |
| 2015             | 36e     | 223     | -        | -        | -            | -            | 11e    | 223    | -       | -       | -       | -       |
| 2016             | 139e    | 9       | -        | -        | 50e          | 9            | -      | -      | -       | -       | -       | -       |

#### Détail des victoires
| Édition / Épreuve | Slalom     | Total |
| 2006              | Åre        | 1     |
| 2007              | Alta Badia | 1     |
| Total             | 2          | 2     |

### Championnats du monde junior
- Schladming 1997 :
  -  Médaille de bronze du super G.
  -  Médaille de bronze du slalom géant.

### Coupe d'Europe
- 2 victoires.

### Coupe nord-américaine
- 1 victoire.

### Championnats de Suède
- Champion en slalom en 2000.